# Oberliga West 1948/49
In 1948/49 werd het tweede kampioenschap gespeeld van de Oberliga West, een van de vijf hoogste klassen in het West-Duitse voetbal. Borussia Dortmund werd kampioen en plaatsten zich voor de eindronde om de Duitse landstitel. Als vicekampioen mocht ook Rot-Weiss Essen deelnemen. In de eerste ronde verloor de club van FC St. Pauli. Dortmund versloeg Berliner SV 92 en 1. FC Kaiserslautern en plaatste zich zo voor de finale om de titel, die ze tegen VfR Mannheim verloren.

## Eindstand
| Plaats | Club                    | Wed. | W  | G  | V  | Saldo | Ptn. |
| ------ | ----------------------- | ---- | -- | -- | -- | ----- | ---- |
| 1.     | Borussia Dortmund       | 24   | 17 | 4  | 3  | 79:30 | 38   |
| 2.     | Rot-Weiss Essen (N)     | 24   | 10 | 10 | 4  | 39:22 | 30   |
| 3.     | STV Horst-Emscher       | 24   | 11 | 5  | 8  | 51:40 | 27   |
| 4.     | SC Preußen Münster (N)  | 24   | 9  | 7  | 8  | 33:35 | 25   |
| 5.     | Rot-Weiß Oberhausen     | 24   | 9  | 7  | 9  | 36:25 | 24   |
| 6.     | SV Hamborn 07           | 24   | 10 | 4  | 10 | 40:44 | 24   |
| 7.     | TSG Vohwinkel 80        | 24   | 10 | 3  | 11 | 41:45 | 23   |
| 8.     | Alemannia Aachen        | 24   | 8  | 7  | 9  | 33:39 | 23   |
| 9.     | SpVgg Erkenschwick      | 24   | 9  | 3  | 12 | 42:53 | 21   |
| 10.    | Rhenania Würselen (N)   | 24   | 8  | 5  | 11 | 33:48 | 21   |
| 11.    | Fortuna Düsseldorf      | 24   | 8  | 4  | 12 | 31:45 | 20   |
| 12.    | FC Schalke 04           | 24   | 7  | 7  | 12 | 33:43 | 18   |
| 13.    | Sportfreunde Katernberg | 24   | 7  | 4  | 13 | 29:51 | 18   |

|  | Kampioen, geplaatst voor nationale eindronde |
|  | Geplaatst voor nationale eindronde           |
|  | Deelname promotie-degradatie eindronde       |

## Promotie-degradatie eindronde

### Groep A
| Plaats | Club                  | Wed. | W | G | V | Saldo | Ptn. |
| ------ | --------------------- | ---- | - | - | - | ----- | ---- |
| 1.     | SC Preussen Dellbrück | 2    | 2 | 0 | 0 | 4:2   | 4    |
| 2.     | SpVgg Herten          | 2    | 0 | 1 | 1 | 4:5   | 1    |
| 3.     | Fortuna Düsseldorf    | 2    | 0 | 1 | 1 | 4:5   | 1    |

|  | Promotie naar Oberliga West 1949/50 |
|  | Degradatie                          |

### Groep B
| Plaats | Club                | Wed. | W | G | V | Saldo | Ptn. |
| ------ | ------------------- | ---- | - | - | - | ----- | ---- |
| 1.     | FC Schalke 04       | 2    | 2 | 0 | 0 | 10:0  | 4    |
| 2.     | Bayer 04 Leverkusen | 2    | 0 | 1 | 1 | 1:1   | 1    |
| 3.     | VfL 06 Benrath      | 2    | 0 | 1 | 1 | 0:10  | 1    |

|  | Behoud Oberliga |

### Groep C
| Plaats | Club                    | Wed. | W | G | V | Saldo | Ptn. |
| ------ | ----------------------- | ---- | - | - | - | ----- | ---- |
| 1.     | Duisburger FV 08        | 2    | 2 | 0 | 0 | 5:0   | 4    |
| 2.     | VfL Witten              | 2    | 0 | 1 | 1 | 2:3   | 1    |
| 3.     | Sportfreunde Katernberg | 2    | 0 | 1 | 1 | 2:6   | 1    |

|  | Promotie naar Oberliga West 1949/50 |
|  | Degradatie                          |